# Early Years
Early Years è il quarto album in studio del cantante Joseph Williams pubblicato nel 1999.
L'album, in realtà, non è altro che una raccolta di inediti, registrati da Joseph fra il 1981 e il 1990. L'album fu pubblicato nel 1999 e venduto in un'edizione limitata solo di duecento copie, anche se l'album nel 2008 è stato riproposto definitivamente su mercato, in versione rimasterizzata. Ospiti dell'album sono Jay Gruska, Joey Carbone, George England, Mark Williams, Mark Brown e Michael Landau. Fra i brani troviamo Fire Power, brano del 1984 che era inizialmente stato pubblicato dal cantante nella colonna sonora del programma di allenamento Body By Jake, Don't Quit, e Pretty Face, brano del 1986 di cui il sassofonista George Howard pubblicò la sua personale versione nell'album dello stesso anno A Nice Place to Be. Il singolo estratto dall'album è Running On A Deadline (brano composto e registrato nel 1987).

## Tracce
1. Running On A Deadline (J. Williams, J. Bettis) - 5:18
2. Never Be The Same (J. Williams) - 3:54
3. Pump Jockys (J. Williams, J. Lang) - 4:50
4. Fire Power (J. Williams, S. Kipner) - 4:49
5. I'm Holding On To You Forever (J. Williams, P. Gordon) - 4:42
6. Pretty Face (J. Williams, P. Gordon) - 4:42
7. Running In The Dark (J. Williams, P. Gordon) - 4:16
8. Reckless Heart (J. Williams, M. Landau, J. Bettis) - 4:42
9. Hold Me Down (J. Williams) - 3:29
10. Times Have Changed (J. Williams) - 2:43

## Musicisti
- Joseph Williams- voce e tastiera
- Jay Gruska- voce secondaria e tastiera
- Michael Landau- chitarra elettrica
- George England- sassofono
- Mark Brown- basso elettrico
- Mark Williams- percussioni